# Diocesi di Lira
La diocesi di Lira (in latino: Dioecesis Lirensis) è una sede della Chiesa cattolica in Uganda suffraganea dell'arcidiocesi di Gulu. Nel 2021 contava 2.007.396 battezzati su 3.111.463 abitanti. È retta dal vescovo Santus Lino Wanok.

## Territorio
La diocesi comprende i distretti di Oyam, Lira, Dokolo, Amolatar e Apac nella regione Settentrionale dell'Uganda.
Sede vescovile è la città di Lira, dove si trova la cattedrale dei Santi Martiri Ugandesi.
Il territorio è suddiviso in 22 parrocchie.

## Storia
La diocesi è stata eretta il 12 luglio 1968 con la bolla Firmissima spe ducti di papa Paolo VI, ricavandone il territorio dalla diocesi di Gulu (oggi arcidiocesi).
Originariamente suffraganea dell'arcidiocesi di Kampala, il 2 gennaio 1999 è entrata a far parte della provincia ecclesiastica dell'arcidiocesi di Gulu.

## Cronotassi dei vescovi
Si omettono i periodi di sede vacante non superiori ai 2 anni o non storicamente accertati.
- Cesare Asili † (12 luglio 1968 - 12 ottobre 1988 deceduto)
- Joseph Oyanga † (4 luglio 1989 - 2 dicembre 2003 dimesso)
- Giuseppe Franzelli, M.C.C.I. (1º aprile 2005 - 23 novembre 2018 ritirato)
- Santus Lino Wanok, dal 23 novembre 2018

## Statistiche
La diocesi nel 2021 su una popolazione di 3.111.463 persone contava 2.007.396 battezzati, corrispondenti al 64,5% del totale.
| anno | popolazione | popolazione | popolazione | presbiteri | presbiteri | presbiteri | presbiteri                | diaconi | religiosi | religiosi | parrocchie |
| anno | battezzati  | totale      | %           | numero     | secolari   | regolari   | battezzati per presbitero | diaconi | uomini    | donne     | parrocchie |
| ---- | ----------- | ----------- | ----------- | ---------- | ---------- | ---------- | ------------------------- | ------- | --------- | --------- | ---------- |
| 1970 | 167.557     | 505.218     | 33,2        | 40         | 6          | 34         | 4.188                     |         | 47        | 39        | 15         |
| 1980 | 284.142     | 656.441     | 43,3        | 33         | 6          | 27         | 8.610                     |         | 41        | 90        | 15         |
| 1987 | 348.642     | 799.846     | 43,6        | 66         | 19         | 47         | 5.282                     |         | 84        | 118       | 16         |
| 1999 | 710.485     | 1.299.708   | 54,7        | 52         | 27         | 25         | 13.663                    |         | 33        | 108       | 17         |
| 2000 | 950.800     | 1.586.070   | 59,9        | 57         | 33         | 24         | 16.680                    |         | 32        | 130       | 17         |
| 2001 | 961.684     | 1.606.070   | 59,9        | 58         | 30         | 28         | 16.580                    |         | 34        | 112       | 17         |
| 2002 | 980.000     | 1.750.200   | 56,0        | 53         | 28         | 25         | 18.490                    |         | 32        | 125       | 18         |
| 2003 | 980.600     | 1.751.700   | 56,0        | 51         | 27         | 24         | 19.227                    |         | 28        | 120       | 18         |
| 2004 | 980.600     | 1.751.700   | 56,0        | 54         | 30         | 24         | 18.159                    |         | 34        | 120       | 20         |
| 2007 | 1.094.000   | 1.955.000   | 56,0        | 53         | 32         | 21         | 20.641                    | 1       | 25        | 117       | 18         |
| 2013 | 1.336.000   | 2.382.000   | 56,1        | 61         | 45         | 16         | 21.901                    |         | 19        | 106       | 18         |
| 2016 | 1.290.669   | 2.123.544   | 60,8        | 74         | 56         | 18         | 17.441                    |         | 20        | 115       | 18         |
| 2019 | 1.336.330   | 2.188.300   | 61,1        | 78         | 63         | 15         | 17.132                    |         | 16        | 91        | 20         |
| 2021 | 2.007.396   | 3.111.463   | 64,5        | 77         | 65         | 12         | 26.070                    |         | 13        | 134       | 22         |